# ジャン・バール

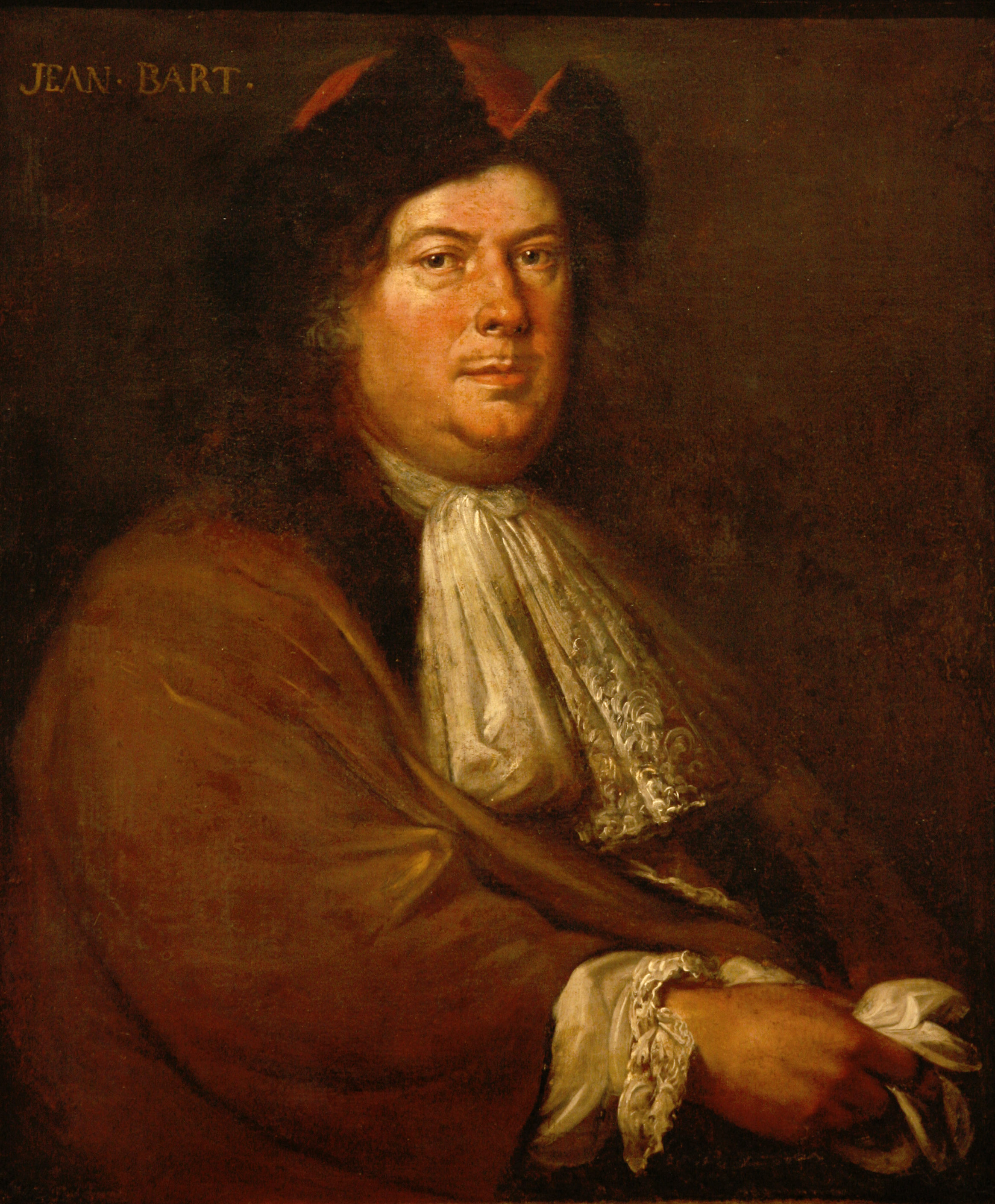
ジャン・バール

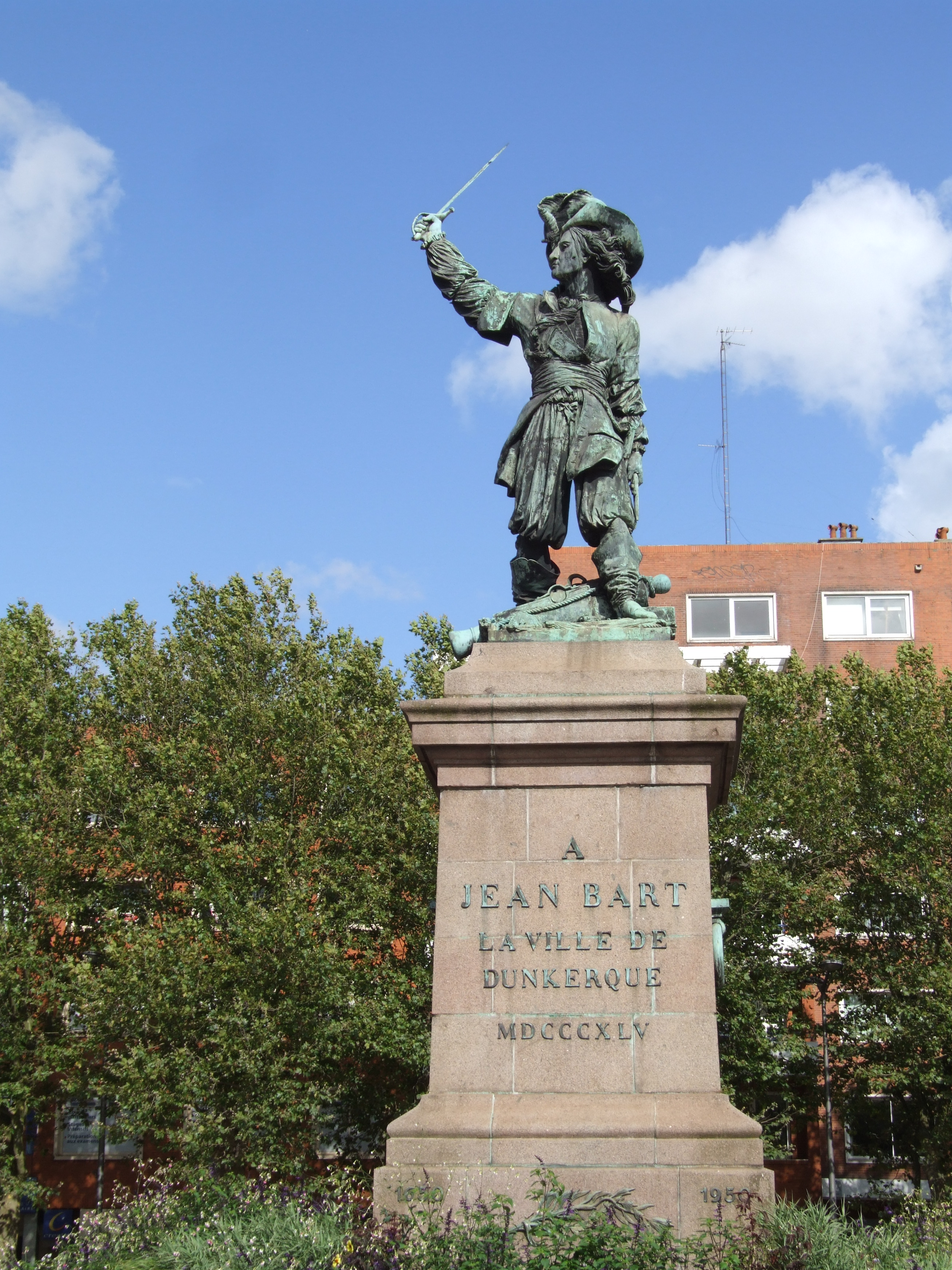
Statue in honor of Jean Bart in the square Jean Bart in Dunkerque.
(作) ダヴィッド・ダンジェ(1845)

ジャン・バール（Jean Bart, 1651年10月21日 - 1702年4月27日）は、フランスの私掠船船長、フランス海軍軍人。

## 生涯
1651年にダンケルクで生まれる。オランダ海軍でミヒール・デ・ロイテル提督の元で学び1672年に帰国、私掠船のリーダーとなり、後にフランス海軍大尉となる。大同盟戦争では私掠船で海上を荒らし回り、1694年、オランダに拿捕された穀物輸送船団を奪回した功績により、ルイ14世により貴族に叙せられる。
1696年にはフランドル地区の海軍司令官に任命されるが、翌1697年にレイスウェイク条約が締結されたことで、大同盟戦争での出撃は一度に留まった。1702年にスペイン継承戦争が勃発するも、肋膜炎により死去した。

## 余談
ジャン・バールの名はフランス海軍の艦艇に代々受け継がれている。
- ジャン・バール (クールベ級戦艦)
- ジャン・バール (リシュリュー級戦艦)
- ジャン・バール (カサール級駆逐艦)